# Castarlenas
Castarlenas (Castarllenas en aragonés bajorribagorzano) es una localidad despoblada española perteneciente al municipio de Graus, en la Ribagorza, provincia de Huesca (Aragón).

## Geografía
Se encuentra a cuatro kilómetros de Torres del Obispo, situado sobre un cerro de grandes dimensiones sobre el cual domina el valle del Sarrón.

## Historia
En 1078 el rey Sancho Ramírez cedió Castalenas a Gombal Remón para que lo poblase y construyese un castillo. El texto está en latín medieval con elementos romances y topónimos que todavía son reconocibles.

in primo, per illa speluncca de illo mulgone et descendit per illos
lacs de ualle que uocitant Spin alba et descendit per illu puio de subtus illa pardina de illa Gauarrosa et descendit per illu sarratu et per illa korte que fuit de Ondiscalo de Aquila Nido et descendit per illa ualle que es denante illa torre de Asna Morte et descendit per illa ualle de Auellanosa usque ad illa eroçita de illa uia de Banabar que est ad radice de illa kapeza de Galling.

La población estuvo vinculada eclesiásticamente a Roda de Isábena hasta el 1149 cuando pasó a depender de la diócesis de Lérida aunque posteriormente pasó a la diócesis de Barbastro tras su creación.
El pueblo fue comprado por la familia de Juan Antonio Samaranch, expresidente del Comité Olímpico Internacional, quienes construyeron una casa en los terrenos cercanos y formaron un coto de caza y recolección de setas.

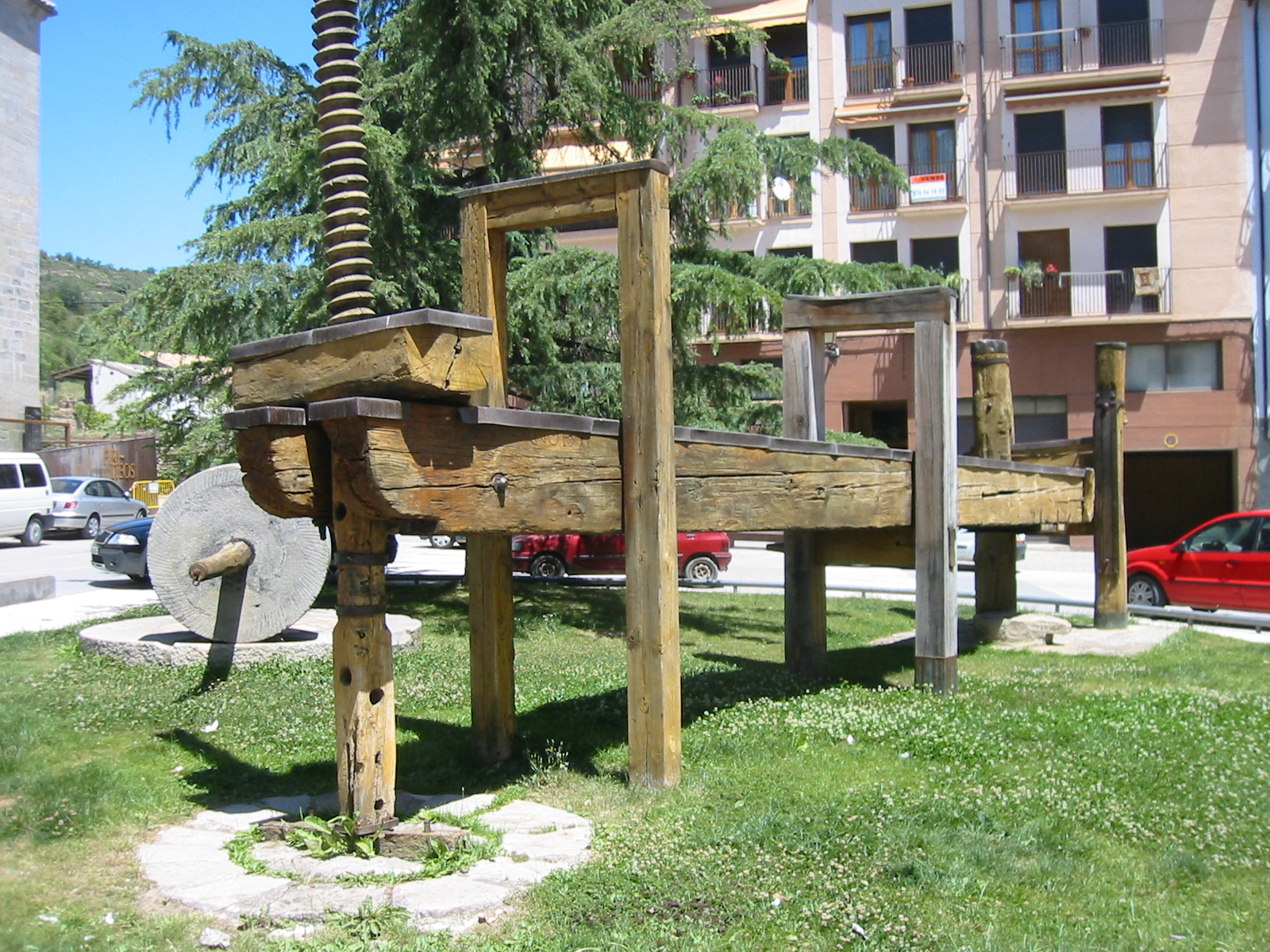
Prensa de aceite originaria de Castarlenas pero que actualmente se encuentra en la plaza de la Compañía en Graus.

## Patrimonio
- Iglesia parroquial de San Pedro del siglo XVI.[3]Se trata de un templo de estilo renacentista de una sola nace con dos pisos, con capillas laterales que se integran en los contrafuertes y una cabecera poligonal orientada al este. Cuenta con una torre campanario de gran tamaño adosada.[4]Actualmente se encuentra en peligro de ruina total[5]aunque la portada fue desmontada en el 2021 y actualmente se encuentra
- Casa Vidal, se trata de una casa construida entre los siglos XVI y XVIII, siendo la parte más antigua la puerta y la más moderna el oratorio de San Mamés que se encuentra en la parte baja del edificio[4]pero  que parece ser que sustituye una antigua ermita de origen medieval que se encuentra a las afueras del pueblo.[6] Era la casa más rica de la población ya que sus dueños eran infanzones, contaban con título nobiliario y eran dueños de bastantes terrenos de olivos y ovejas.[7]

## Demografía
La población llegó a contar con treinta casas habitadas en el siglo XX aunque en la década de los sesenta solamente contaba con quince y quedó despoblado en a inicios de los años setenta cuando la última casa, Casa Rosa, quedó deshabitada.

## Cultura
Las fiestas de la población se celebraban el 17 de agosto en honor a San Pedro, durando tres días.